# Skivarpstenen
Skivarpstenen, med signum DR 270, är en runsten som nu är placerad vid Runstenskullen i Universitetsplatsen i Lund, Skåne. Stenen upptäcktes i mitten av 1800-talet under den gamla kyrkogårdsmuren i Skivarp. Stenen sprängdes i tre delar och man använde två av delarna som del av en trappa. Stenens topp fick bli del av en skorsten. Nils G. Bruzelius såg till att stenen sattes ihop igen 1864. Stenen fungerade sedan som gåva till Föreningen för Skånes fornminnen och historia. Vid Lunds universitets 200-årsjubileum 1868 hamnade stenen på sin nuvarande plats vid Runstenskullen i Lund. Stenen kan ha samme ristare som den idag försvunna Skånestenen.

## Inskriften
Inskriften:
ᛏᚢᛘᛁ ᛬ ᚱᛁᛋᚦᛁ ᛬ ᛋᛏᛁᛅ ᛬ ᚦᛅᛋᚾᛁ ᛬ ᛁᚠᛏᛁᛦ ᛬ ??ᛦᛅ ᛬ ᚠᛁᛚᛅᚴᛅ ᛋᛁᚾ
Translitterering av runraden:
: tumi : risþi : stia : þasni : iftiʀ : --ʀa : filaka : sia
Normalisering till rundanska:
Tomi resþi sten þænsi æftiʀ [Gæi]ʀa(?), felaga sin.
Översättning till nusvenska:
Tomme reste sten denna efter NN, kamraten sin.
Namnet NN kan vara Geri eller Hare (Hæʀi).